# رالف جونسن
رالف إ. جونسن (بالإنجليزية: Ralph E. Johnson)، هو بروفيسور باحث مُساعد في قسم علم الحاسوب في جامعة إلينوي في إربانا-شامبين. وهو مؤلف مُساعد لكتاب علم الحاسوب المؤثّر «Design Patterns: Elements of Reusable Object-Oriented Software»(أنماط التصميم: عناصر البرمجيّات كائنيّة-التوجّه القابلة لإعادة الاستخدام)، ولأجله كسب جائزة رابطة مكائن الحوسبة، مجموعة الاهتمامات الخاصة بشأن هندسة البرمجيات لعام 2010.
كان رائدًا في مجتمع سمول توك وَداعمًا مُستمِرًّا للُّغة. وتقلّد العديد من المناصب التنفيذيّة في البرمجة كائنيَّة التوجُّه، الأنظمة، اللُّغات، التطبيقات لرابطة مكائن الحوسبة (ب.ك.ت.أ.ل.ت) (OOPSLA). وَهيَّأ ورشة عمل تصميم فيست.

## روابط خارجيّة
- مدوّنة رالف جونسن
- صفحة رالف إ. جونسن الرئيسيَّة نسخة محفوظة 28 أكتوبر 2001 at the Library of Congress
- مُقابلة مع رالف جونسن من (ب.ك.ت.أ.ل.ت) 2009، تُناقِش أنماط البرمجة المتوازية.
- عرض لأنماط اللُّغة حول البرمجة المتوازية

من كيوكون لندن 2010 (QCon London)